# Enicospilus jilinensis
Enicospilus jilinensis là một loài tò vò trong họ Ichneumonidae.